# Jaiquawn Jarrett
Jaiquawn Jarrett (Brooklyn, 21 settembre 1989) è un giocatore di football americano statunitense che ha militato nel ruolo di safety nella National Football League (NFL). Fu scelto nel corso del secondo giro (54º assoluto) del Draft NFL 2011 dai Philadelphia Eagles. Al college ha giocato a football alla Temple University.

## Carriera professionistica

### Philadelphia Eagles
Jarrett fu scelto dai Philadelphia Eagles nel corso del secondo giro del Draft 2011. Nella sua stagione da rookie disputò 12 partite, 2 delle quali come titolare, mettendo a segno 17 tackle. Dopo aver disputato una sola gara nel 2012, gli Eagles lo svincolarono l'11 settembre 2012.

### New York Jets
Il 31 dicembre 2012, Jarrett firmò coi New York Jets. Nella stagione 2013 giocò per la prima volta tutte le 16 partite, due delle quali come titolare, facendo registrare 25 tackle e un fumble forzato. Nella settimana 10 della stagione 2014, Jarrett fu decisivo mettendo a segno due intercetti su Ben Roethlisberger, i primi in carriera, un sack e recuperò un fumble, contribuendo ad interrompere una striscia di otto sconfitte consecutive per la sua squadra. Per questa prestazione fu premiato come miglior difensore della AFC della settimana.

## Palmarès
- Difensore della AFC della settimana: 1

10ª del 2014

## Statistiche
| Partite totali      | 29 |
| Partite da titolare | 4  |
| Tackle              | 42 |
| Sack                | 0  |
| Intercetti          | 0  |
| Fumble forzati      | 1  |

Statistiche aggiornate alla stagione 2013